# Заблеће
Заблеће је насељено мјесто у општини Рибник, Република Српска, БиХ. Према прелиминарним подацима пописа становништва 2013. године, у насељу је живјело 568 становника.

## Становништво
| Националност       | 1991. | 1981. | 1971. | 1961. |
| Срби               | 473   | 464   | 405   | 481   |
| Југословени        | 4     | 1     |       | 1     |
| Муслимани          |       | 3     | 3     | 2     |
| Хрвати             | 1     |       |       |       |
| остали и непознато | 3     |       |       | 2     |
| Укупно             | 481   | 468   | 408   | 486   |

| Демографија | Демографија | Демографија |
| Година      | Становника  | Становника  |
| ----------- | ----------- | ----------- |
| 1961.       | 486         |             |
| 1971.       | 408         |             |
| 1981.       | 468         |             |
| 1991.       | 481         |             |
| 2013.       | 568         |             |

## Знамените личности
- Гојко Дакић, српски новинар и публициста
- doc. dr Неђо Чутура, доцент Медицинског факултета у Београду у пензији